# Лаурсен, Николай
Николай Рохде Лаурсен (дат. Nikolai Rohde Laursen; родился 19 февраля 1998 года, Фредериксберг, Дания) — датский футболист, игравший на позиции вингера.

## Клубная карьера
Лаурсен — воспитанник клуба «Брондбю». 26 апреля 2015 года в матче против «Вестшелланна» он дебютировал в датской Суперлиге, заменив во втором тайме Александра Шимановски. В этом же поединке Николай забил свой первый гол за «Брондбю». Летом того же года Лаурсен подписал трёхлетний контракт с нидерландским ПСВ. Для получения игровой практики Николай начал выступать за команду дублёров. 10 августа в матче против «Гоу Эхед Иглз» он дебютировал в Эрстедивизи. В 2018 году на правах аренды вернулся в «Брондбю» — в сезоне 2018/19 он сыграл 17 игр и забил 1 гол.

## Достижения
«Хераклес»
- Победитель Первого дивизиона Нидерландов: 2022/23[нидерл.]